# Kocięcin-Brodowy
Kocięcin Brodowy is een plaats in het Poolse district  Płoński, woiwodschap Mazovië. De plaats maakt deel uit van de gemeente Raciąż en telt 125-135 inwoners.